# Alain Kremski
Alain Petitgirard dit Alain Kremski , né le 4 avril 1940 à Paris et mort le 28 décembre 2018 dans la même ville,, est un musicien français, compositeur de musique contemporaine, pianiste et percussionniste spécialisé dans les instruments asiatiques, connu pour ses créations utilisant des bols tibétains.

## Biographie
Alain Kremski naît à Paris le 4 avril 1940. Sa mère, Lina Kremska, dont il prend le nom pour pseudonyme, travaille chez Deutsche Grammophon. Son père, le pianiste Serge Petitgirard, fut élève d'Alfred Cortot et d'Yves Nat. Son frère cadet est le compositeur et chef d'orchestre Laurent Petitgirard.
Il se forme en composition musicale dans la classe de Darius Milhaud et en direction d'orchestre avec Louis Fourestier au Conservatoire national supérieur de musique d'où il sort avec six premiers prix.
À dix-sept ans, il est lauréat de la fondation William et Norma Copley dont le jury est composé de Nadia Boulanger, Igor Stravinsky et Aaron Copland.
Il reçoit le Premier grand prix de Rome en 1962 et séjourne de 1963 à 1966 à la Villa Médicis, où il se lie avec le peintre Balthus. Il est également Premier prix du concours international de composition Prince Pierre de Monaco en 1969, Grand prix de la Ville de Paris, lauréat de la Fondation Lili Boulanger, Prix de la Marsden Foundation et Grand prix de la Sacem en 2013 pour l'ensemble de son œuvre.
En 1976, il "invente" un nouvel instrument de musique composé de cent vingt cloches provenant d'Iran, vieilles de 200 ans.
Il rapporte que le 10e panchen-lama est venu assister à un de ses récitals de bols tibétains à Pékin où Kremski est envoyé par le gouvernement français.
En 2007, Anne Bramard-Blagny lui consacre un film documentaire : Alain Kremski, à la source du son.
Il soutient la cause tibétaine, notamment auprès d'associations comme le Comité de soutien au peuple tibétain ou la Maison des Himalayas.
En 2016, il participe à un concert lors du Festival culturel du Tibet et des peuples de l'Himalaya.

## Œuvre
Alain Kremski interprète au piano le répertoire romantique et oriente sa carrière de compositeur vers l'instrumentarium de l'Asie : bols chantants, cloches et gongs.